# Mistrzostwa Polski Seniorów w Lekkoatletyce 1935
16. Mistrzostwa Polski Seniorów w Lekkoatletyce – zawody, które rozgrywane były w Białymstoku na Stadionie „Zwierzyniec” w dniach 6–7 lipca 1935 roku (mężczyźni). 14. mistrzostwa kobiet odbyły się w Krakowie na Stadionie Wisły w dniach 13–14 lipca.

## Rezultaty
| NR – rekord Polski \| NL – najlepszy wynik w Polsce w sezonie \| SB – najlepszy wynik w sezonie \| PB – rekord życiowy |

### Mężczyźni
| Konkurencja:                  | 1. miejsce                                                                               | Rezultat | 2. miejsce                                                                | Rezultat | 3. miejsce                               | Rezultat |
| Bieg na 100 m                 | Jan Tęsiorowski AZS Poznań                                                               | 11,4     | Edward Trojanowski Polonia Warszawa                                       | 11,4     | Kazimierz Jasiewicz Warta Poznań         | 11,6     |
| Bieg na 200 m                 | Klemens Biniakowski Warta Poznań                                                         | 23,0     | Tadeusz Śliwak Sokół-Macierz Lwów                                         | 23,2     | Jerzy Koźlicki AZS Warszawa              | 23,4     |
| Bieg na 400 m                 | Klemens Biniakowski Warta Poznań                                                         | 50,1     | Tadeusz Śliwak Sokół-Macierz Lwów                                         | 51,0     | Jerzy Koźlicki AZS Warszawa              |          |
| Bieg na 800 m                 | Kazimierz Kucharski Jagiellonia Białystok                                                | 1:58,1   | Kazimierz Drozdowski Cracovia                                             | 2:00,6   | Józef Żylewicz Śmigły Wilno              | 2:00,6   |
| Bieg na 1500 m                | Kazimierz Kucharski Jagiellonia Białystok                                                | 4:12,8   | Franciszek Janowski Cracovia                                              | 4:14,4   | Józef Żylewicz Śmigły Wilno              | 4:14,8   |
| Bieg na 5000 m                | Józef Noji Legia Warszawa                                                                | 15:41,2  | Wacław Duplicki AZS Warszawa                                              | 15:45,0  | Józef Kurpesa IKP Łódź                   | 15:52,4  |
| Bieg na 10 000 m              | Kazimierz Fiałka Cracovia                                                                | 32:36,0  | Bolesław Wiśniewski Warszawianka                                          | 33:04,9  | Onufry Półtorak Jagiellonia Białystok    | 33:36,2  |
| Bieg na 110 m przez płotki    | Mieczysław Haspel AZS Lwów                                                               | 16,3     | Tadeusz Oszast Cracovia                                                   | 16,6     | Jan Wieczorek Śmigły Wilno               | 16,7     |
| Bieg na 400 m przez płotki    | Antoni Maszewski Legia Warszawa                                                          | 58,8     | Stefan Kostrzewski AZS Warszawa                                           | 59,4     | Tadeusz Hanke Policyjny KS Warszawa      | 1:00,0   |
| Bieg na 3000 m z przeszkodami | Wiktor Kramek Strzelec Gdynia                                                            | 10:31,4  | Zygmunt Karczewski Warszawianka                                           | 10:44,5  | Stefan Pruszkowski Policyjny KS Warszawa | 11:04,3  |
| Sztafeta 4 × 100 m            | Warta Poznań Alfons Małecki Franciszek Bajerlain Kazimierz Jasiewicz Klemens Biniakowski | 44,5     | Legia Warszawa                                                            | 44,8     | Warszawianka                             | 45,2     |
| Sztafeta 4 × 400 m            | Warta Poznań Alfons Małecki Czesław Pawlak Antoni Lesicki Klemens Biniakowski            | 3:31,4   | AZS Warszawa Jerzy Koźlicki Józef Miller Antoni Miller Stefan Kostrzewski | 3:33,4   | Warszawianka                             | 3:34,4   |
| Skok wzwyż                    | Jerzy Pławczyk AZS Warszawa                                                              | 1,85     | Wilhelm Chmiel Pogoń Katowice                                             | 1,80     | Witold Gerutto AZS Wilno                 | 1,75     |
| Skok o tyczce                 | Antoni Morończyk Sokół-Macierz Lwów                                                      | 3,91d    | Wilhelm Schneider Pogoń Katowice                                          | 3,81d    | Stanisław Zakrzewski Polonia Bydgoszcz   | 3,71     |
| Skok w dal                    | Karol Hoffmann Warta Poznań                                                              | 7,13     | Jerzy Pławczyk AZS Warszawa                                               | 7,115    | Stefan Sikorski Policyjny KS Warszawa    | 7,07     |
| Trójskok                      | Edward Luckhaus Jagiellonia Białystok                                                    | 14,65    | Karol Hoffmann Warta Poznań                                               | 14,20    | Tadeusz Śliwak Sokół-Macierz Lwów        | 13,69    |
| Pchnięcie kulą                | Zbigniew Tilgner Sokół Poznań                                                            | 15,31    | Zygmunt Heljasz Warta Poznań                                              | 14,88    | Leonid Fiedoruk PPW Wilno                | 13,81    |
| Rzut dyskiem                  | Zygmunt Heljasz Warta Poznań                                                             | 41,04    | Zbigniew Tilgner Sokół Poznań                                             | 40,46    | Witold Gerutto AZS Wilno                 | 39,76    |
| Rzut młotem                   | Alojzy Więckowski Sokół Bydgoszcz                                                        | 38,71    | Alojzy Kiełpikowski Sokół Bydgoszcz                                       | 36,49    | Antoni Węglarczyk Sokół Chorzów          | 34,46    |
| Rzut oszczepem                | Walter Turczyk Warta Poznań                                                              | 61,91    | Eugeniusz Lokajski Warszawianka                                           | 59,72    | Władysław Mikrut Sokół Bydgoszcz         | 54,78    |

### Kobiety
| Konkurencja:              | 1. miejsce                                                                     | Rezultat | 2. miejsce                                                            | Rezultat | 3. miejsce                                                                          | Rezultat |
| Bieg na 60 m              | Stanisława Walasiewicz Grażyna Warszawa                                        | 7,8      | Otylia Kałuża Stadion Chorzów                                         | 8,1      | Maryla Freiwald Makabi Kraków                                                       |          |
| Bieg na 100 m             | Stanisława Walasiewicz Grażyna Warszawa                                        | 12,0     | Otylia Kałuża Stadion Chorzów                                         | 12,9     | Barbara Książkiewicz Sokół Bydgoszcz                                                |          |
| Bieg na 200 m             | Stanisława Walasiewicz Grażyna Warszawa                                        | 24,5     | Otylia Kałuża Stadion Chorzów                                         | 28,1     | Camilla Mondral Warszawianka                                                        | 28,6     |
| Bieg na 800 m             | Irena Świderska AZS Poznań                                                     | 2:33,8   | Bella Hornstein Hasmonea Lwów                                         | 2:37,4   | Jadwiga Nowacka AZS Warszawa                                                        | 2:39,4   |
| Bieg na 80 m przez płotki | Maryla Freiwald Makabi Kraków                                                  | 12,4     | Adelajda Hoffman Stadion Chorzów                                      | 14,4     | Irena Świderska AZS Poznań                                                          |          |
| Sztafeta 4 × 100 m        | Stadion Chorzów Małgorzata Hanysz Aniela Sikora Adelajda Hoffman Otylia Kałuża | 55,0     | AZS II Poznań Anna Rewolińska Alina Dunin Hanna Piasecka Maria Szajna | 55,6     | Warszawianka Kazimiera Kaflińska Aleksandra Puszkin Wanda Flakowicz Camilla Mondral |          |
| Sztafeta 4 × 200 m        | Stadion Chorzów Małgorzata Hanysz Ruta Różyczka Aniela Sikora Otylia Kałuża    | 1:56,8   | AZS Poznań Alina Dunin Aniela Stolarek Maria Szajna Irena Świderska   | 1:57,6   | Warszawianka Wanda Flakowicz Zofia Smętek Kazimiera Kaflińska Camilla Mondral       | 2:03,5   |
| Skok wzwyż                | Jadwiga Wajs Sokół Poznań                                                      | 1,41     | Erna Orzeł Stadion Chorzów                                            | 1,41     | Maria Janowska Sokół Pabianice                                                      | 1,36     |
| Skok w dal                | Alina Dunin AZS Poznań                                                         | 4,98     | Henryka Słomczewska WIMA Łódź                                         | 4,93     | Janina Wencel Skra Warszawa                                                         | 4,92     |
| Skok w dal z miejsca      | Irena Paliszewska SKS Sosnowiec                                                | 2,25     | Maria Kwaśniewska ŁKS Łódź                                            | 2,22     | Irena Świderska AZS Poznań                                                          | 2,21     |
| Pchnięcie kulą            | Jadwiga Wajs Sokół Poznań                                                      | 11,85    | Genowefa Cejzik AZS Warszawa                                          | 11,04    | Maria Kwaśniewska ŁKS Łódź                                                          | 10,37    |
| Rzut dyskiem              | Jadwiga Wajs Sokół Poznań                                                      | 38,74    | Genowefa Cejzik AZS Warszawa                                          | 36,02    | Klara Gackowska Sokół Grudziądz                                                     | 35,12    |
| Rzut oszczepem            | Maria Kwaśniewska ŁKS Łódź                                                     | 36,56    | Zofia Smętek Warszawianka                                             | 32,35    | Genowefa Cejzik AZS Warszawa                                                        | 31,53    |

## Bieg przełajowy
13. mistrzostwa w biegu przełajowym mężczyzn zostały rozegrane 14 kwietnia w Bydgoszczy. Trasa wyniosła 8 kilometrów. Mistrzostwa kobiet w biegu przełajowym odbyły się 28 kwietnia w Mysłowicach, na dystansie 1,8 km.

### Mężczyźni
| Konkurencja:           | 1. miejsce                | Rezultat | 2. miejsce                      | Rezultat | 3. miejsce             | Rezultat |
| Bieg przełajowy (8 km) | Kazimierz Fiałka Cracovia | 26:57,0  | Zygmunt Karczewski Warszawianka | o 250 m  | Józef Kurpesa IKP Łódź | o 30 m   |

### Kobiety
| Konkurencja:             | 1. miejsce                 | Rezultat | 2. miejsce                   | Rezultat | 3. miejsce                     | Rezultat |
| Bieg przełajowy (1,8 km) | Irena Świderska AZS Poznań | 8:12,2   | Helena Gediga Pogoń Katowice | 8:36,0   | Hildegarda Loska Sokół Chorzów | 8:50,0   |

## Pięciobój
Mistrzostwa w pięcioboju mężczyzn odbyły się 22 września w Lublinie, a mistrzostwa kobiet w tej konkurencji 31 sierpnia i 1 września w Łodzi.

### Mężczyźni
| Konkurencja: | 1. miejsce                      | Rezultat   | 2. miejsce                 | Rezultat   | 3. miejsce | Rezultat |
| Pięciobój    | Eugeniusz Lokajski Warszawianka | 3123w pkt. | Jan Wieczorek Śmigły Wilno | 2681w pkt. | [ d ]      |          |

### Kobiety
| Konkurencja: | 1. miejsce                 | Rezultat | 2. miejsce                    | Rezultat | 3. miejsce                    | Rezultat |
| Pięciobój    | Maria Kwaśniewska ŁKS Łódź | 283 pkt. | Aniela Sikora Stadion Chorzów | 172 pkt. | Otylia Kałuża Stadion Chorzów | 158 pkt. |

## Trójbój
Mistrzostwa w trójboju kobiet zostały rozegrane 22 września we Lwowie. W skład trójboju wchodziły: bieg na 100 metrów, skok wzwyż i rzut oszczepem.
| Konkurencja: | 1. miejsce                 | Rezultat | 2. miejsce                   | Rezultat | 3. miejsce                | Rezultat |
| Trójbój      | Maria Kwaśniewska ŁKS Łódź | 206 pkt. | Jadwiga Batiuk Strzelec Lwów | 125 pkt. | Eugenia Rostocka AZS Lwów | 61 pkt.  |

## Maraton
Mistrzostwa Polski w biegu maratońskim mężczyzn zostały rozegrane 22 września w Warszawie.
| Konkurencja: | 1. miejsce                        | Rezultat  | 2. miejsce                | Rezultat  | 3. miejsce                      | Rezultat  |
| Maraton      | Stanisław Przybyłko Skra Warszawa | 2:51:16,0 | Jan Marynowski WKS Kielce | 2:58:06,0 | Zygmunt Karczewski Warszawianka | 3:05:09,0 |

## Chód na 50 km
Mistrzostwa Polski w chodzie na 50 kilometrów mężczyzn miały zostać rozegrane 22 września we Lwowie, lecz nie odbyły się z powodu braku zgłoszeń.

## Dziesięciobój
Mistrzostwa w dziesięcioboju mężczyzn odbyły się 5 i 6 października w Warszawie. Wyniki zostały unieważnione z powodu nieprzepisowych rzutni i skoczni.